# Charles Manning Reed

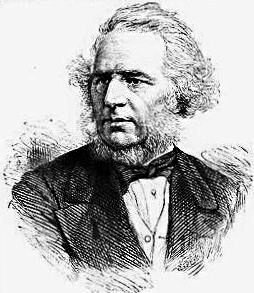
Charles Manning Reed

Charles Manning Reed (* 3. April 1803 in Erie, Pennsylvania; † 16. Dezember 1871 ebenda) war ein US-amerikanischer Politiker. Zwischen 1843 und 1845 vertrat er den Bundesstaat Pennsylvania im US-Repräsentantenhaus.

## Werdegang
Charles Reed besuchte die öffentlichen Schulen seiner Heimat und das Washington College. Nach einem anschließenden Jurastudium wurde er 1824 als Rechtsanwalt zugelassen; er hat aber nicht als Jurist praktiziert. Stattdessen arbeitete er zusammen mit seinem Vater in dessen Reederei in Erie. Sie betrieben einige Dampfschiffe auf den Großen Seen. Im Jahr 1831 wurde Reed Oberst der Staatsmiliz. Bei seinem Ausscheiden aus dieser Truppe hatte er es bis zum Brigadegeneral gebracht. Politisch wurde er Mitglied der Whig Party. In den Jahren 1837 und 1838 saß er als Abgeordneter im Repräsentantenhaus von Pennsylvania.
Bei den Kongresswahlen des Jahres 1842 wurde Reed im 23. Wahlbezirk von Pennsylvania in das US-Repräsentantenhaus in Washington, D.C. gewählt, wo er am 4. März 1843 die Nachfolge des Demokraten William Jack antrat. Da er im Jahr 1844 nicht bestätigt wurde, konnte er bis zum 3. März 1845 nur eine Legislaturperiode im Kongress absolvieren. Diese Zeit war von den Spannungen zwischen Präsident John Tyler und den Whigs geprägt. Außerdem wurde damals bereits über eine mögliche Annexion der seit 1836 von Mexiko unabhängigen Republik Texas diskutiert.
Nach dem Ende seiner Zeit im US-Repräsentantenhaus setzte Charles Reed seine früheren Aktivitäten in Erie fort. Außerdem wurde er im Bankgewerbe, im Eisenbahngeschäft und im Handel tätig. Er starb am 16. Dezember 1871 in Erie, wo er auch beigesetzt wurde.